# Synodus nigrotaeniatus
Espèce
Statut de conservation UICN

 DD 16 août 2019 : Données insuffisantes
Synodus nigrotaeniatus est une espèce de poissons de la famille des Synodontidae.

## Systématique
L'espèce Synodus nigrotaeniatus a été décrite pour la première fois en 2017 par Gerald Allen, Mark Erdmann (d) et Teguh Peristiwady (d).

## Distribution
Cette espèce se croise au large des côtes de l'Indonésie à des profondeurs comprises entre 10 et 30 m.

## Description
Synodus nigrotaeniatus peut mesurer jusqu'à 23,4 cm.
Synodus nigrotaeniatus chasse en enfouissant son corps dans les sédiments et en capturant les proies qui passent à proximité.

## Étymologie
Son épithète spécifique, nigrotaeniatus, vient de large bande noire qui traverse son corps en longueur.

## Publication originale
- (en) Gerald R. Allen, Mark V. Erdmann et Teguh Peristiwady, « Synodus nigrotaeniatus, a new species of lizardfish (Aulopiformes: Synodontidae) from Indonesia », Journal of the Ocean Science Foundation, vol. 26,‎ 2017, p. 59-67 (ISSN 1937-7835, DOI 10.5281/ZENODO.546124, lire en ligne).